# Hakor
Hakor var en farao av Egyptens tjugonionde dynasti. Han regerade 392-391 och 390-379/378 f.Kr. 
Han var mest långvariga regenten av sin dynasti.